# Fonte di produzione
Le fonti di produzione, nel diritto, sono quegli strumenti tecnici predisposti o riconosciuti dall'ordinamento, che servono a dettare quali siano le fonti del diritto che producono le norme giuridiche e tutto il sistema normativo di un determinato ordinamento giuridico. Le principali fonti di produzione in Italia sono: la Costituzione, le fonti comunitarie, le leggi ordinarie, le leggi materiali, le leggi regionali, i regolamenti e le consuetudini.

## Descrizione
Esse si differenziano dalle fonti sulla produzione poiché queste ultime determinano gli organi e le modalità attraverso le quali produrre le norme.
A ben vedere, le fonti di produzione derivano a loro volta da un atto o da un fatto che determina il modo in cui devono essere poste.

## Nel mondo

### Italia
Per quanto riguarda l'ordinamento italiano esse sono previste da varie norme costituzionali (art.138,70,76,77,87,75,ecc.) e si distinguono rispettivamente in:
- Costituzione (sovraordinata a tutte le altre fonti)
- legge costituzionale e di revisione costituzionale[1]
- fonti europee[1]
  - trattati europei
  - regolamenti europei
  - direttive europee
- fonti primarie
  - legge ordinaria
  - decreto legge
  - decreti legislativi di attuazione degli Statuti delle Regioni ad autonomia speciale[1]
- regolamenti governativi
- referendum abrogativo
  - referendum abrogativo di leggi statali o di atti aventi valore di legge
  - referendum abrogativo di leggi regionali
  - referendum abrogativo di leggi delle regioni di diritto comune
- contratto collettivo di lavoro
- regolamenti parlamentari
- statuti regionali
  - statuti delle regioni speciali
  - statuti delle regioni ordinarie
- leggi regionali
  - leggi delle regioni a statuto speciale
  - leggi delle regioni a statuto ordinario
- regolamenti regionali
  - regolamenti delle regioni a statuto speciale
  - regolamenti delle regioni a statuto ordinario
- leggi provinciali di Trento e Bolzano
- leggi di autorizzazione alla ratifica dei trattati internazionali, se contengono l'ordine di esecuzione.
- decreto legislativo[1]

Le fonti sopra citate, sono cd. fonti-atto, vale a dire manifestazioni di volontà espresse da un organo dello Stato o da altro ente a ciò legittimato dalla Costituzione, che, di regola, sono formulate per iscritto. Nell'ordinamento italiano però, previste anche fonti-fatto, cioè comportamenti oggettivi o atti di produzione esterni all'ordinamento che possono essere schematicamente sintetizzate in:
- consuetudine
- usi
- stato di necessità
- norme di diritto internazionale generalmente riconosciute
- accordi internazionali
- fonti di ordinamenti stranieri richiamate nell'ordinamento italiano.